# Landesliegenschaftsfonds Niedersachsen
Das gesamte Grundvermögen des Landes Niedersachsen einschließlich der Gebäude ist im Sondervermögen Landesliegenschaftsfonds Niedersachsen (LFN) zusammengefasst. Verwaltet wird er vom Niedersächsischen Landesamt für Bau und Liegenschaften (NLBL).

## Aufgaben
Das NLBL ist zentraler Ansprechpartner für die Immobilienangelegenheiten des Landes. Es kauft und verkauft Grundstücke und kümmert sich um die Anmietung von Immobilien. Ziel ist es, den Wert des niedersächsischen Immobilienbestandes zu optimieren – beispielsweise indem unwirtschaftliche und entbehrliche Liegenschaften veräußert werden. Zudem kümmert sich das NLBL um die Unterbringung von Dienststellen sowohl in landeseigenen als auch in angemieteten Liegenschaften. Die Bandbreite der betreuten Dienststellen reicht vom Institut für Bienenkunde und den Landesmuseen über Hochschulen, Polizeidienststellen und Finanzämter bis hin zu den Niedersächsischen Landesvertretungen in Berlin und Brüssel.
Das NLBL ist darüber hinaus für die Abwicklung von Staatserbschaften zuständig. Das ist dann der Fall, wenn das Land Niedersachsen entweder gesetzlicher oder testamentarischer Erbe eines Nachlasses wird.

## Historie und Organisation
Das Land Niedersachsen hat zum 1. Januar 2001 sämtliche Landesgrundstücke im Sondervermögen LFN zusammengefasst mit dem Zweck, den Liegenschaftsbedarf des Landes zu decken und das Grundvermögen des Landes in seinem Wert zu erhalten. Rechtsgrundlage ist § 64 der Niedersächsischen Landeshaushaltsordnung (LHO). Die Verwaltung des Sondervermögens obliegt dem Niedersächsischen Finanzministerium, das diese Aufgabe an das NLBL delegiert hat.
Die LFN-Verwaltung ist eine Abteilung des NLBL und gliedert sich in fünf Referate: Eines bearbeitet Grundsatzangelegenheiten der Liegenschaftsverwaltung und die Staatserbschaften. Die anderen vier Referate entsprechen den vier Außenstellen der LFN-Verwaltung in Braunschweig/Göttingen, Hannover, Lüneburg sowie Oldenburg/Osnabrück. Die Außenstellen nehmen die Aufgaben der Liegenschaftsverwaltung vor Ort wahr.